# Zainab Fasiki
Zainab Fasiki (en àrab:زينب فاسيكي أو زينب فاسقي ; Fes, Marroc, juliol de 1994) és una dibuixant i il·lustradora feminista marroquina.

## Biografia
Després de mudar-se a Casablanca el setembre de 2014, Zainab va crear aliances entre diferents organitzacions culturals per desenvolupar la seua passió per l'art i la tecnologia. Es va graduar de l'Escola Nacional d'Electricitat i Mecànica a Casablanca obtenint el títol d'Enginyeria Mecànica Industrial. Dibuixant autodidacta, és col·laboradora del col·lectiu que publica la revista Skefkef, que ha reunit les obres de diversos artistes marroquins.
Organitza tallers dissenyats per presentar als estudiants de secundària a la cultura DIY i instal·lacions electròniques amb l'organització Morocco Makers.
El seu primer còmic s'anomena Omor ("Coses"), on explora les dificultats de la vida d'una dona al Marroc i denúncia les desigualtats de gènere a través de tres personatges que són joves marroquins.
Dirigeix la residència artística WOMEN POWER que encoratja a xiquetes a desenvolupar-se en els camps de les arts al Marroc, i on s'ensenya art i feminisme. Utilitza els seus coneixements en enginyeria per fabricar bricolatge en fab labs i festivals per fer instal·lacions electròniques interactives. Zainab té com a objectiu mostrar al món que les dones poden fer meravelles, igual que els homes, i que tots els gèneres poden viure en pau en el món.